# Aguas Verdes (Perú)
Aguas Verdes es una villa del extremo noroccidental del Perú, capital del distrito homónimo ubicado en la provincia de Zarumilla en el departamento de Tumbes.
Tiene un altitud de 7 m s. n. m. y está conurbada totalmente con la ciudad ecuatoriana de Huaquillas, con la cual se encuentra unida por el puente internacional en una zona internacional de libre tránsito.  Esta localidad fue escenario de las luchas que iniciaron la Guerra peruano-ecuatoriana el 5 de julio de 1941.

## Historia
Esta zona donde hoy se asienta la ciudad de Aguas Verdes, no era más que una extensión de bosque tropical, donde crecían plantas de Jabonillo, Overales, Cuncún, Pájaro Bobo, Nacupillo, Naparo, Tope, Ceibo, entre otras plantas de la flora oriunda de este pueblo.
Las únicas construcciones existentes hechas con material de la región, eran las instalaciones de un antiguo cuartel que estaba a cargo de efectivos del Ejército Peruano, en cuyo local se instaló posteriormente el Ex Puesto de la Guardia Civil del Perú.
El Puente Internacional era una construcción precaria de madera solo de uso peatonal, y los camiones de carga pesada que transbordan el plátano desde Huaquillas – Ecuador hacia el lado peruano, lo hacían debajo de este puente, saliendo por trochas habilitadas hacia la antigua Carretera Panamericana.

### Batalla de Aguas Verdes
En el año 1941, declarada la Guerra con el Ecuador, la respuesta Peruana se inicia justamente en el antiguo local de la Exguardia Civil, para expandirse luego a lo largo y ancho de este Distrito, cuyo inmaculado terreno fue atacado por las facciones de RC Santiago de Chuco N.º 5, BI Zarumilla N.º 5, bajo las órdenes del comandante EP Carlos A. Miñano Mendosilla, quien desplegó parte de las tropas en Aguas Verdes, destacando heroicamente el sargento EP Edilberto Rodríguez Corrales, en la defensa de lo que es hoy los AA.HH La Curva, Complejo Habitacional, Villa primavera y Nuevo Aguas Verdes.
Pasado los días de Guerra, a mediados del año 1942, Aguas verdes, empezó a poblarse, a una distancia de 200 metros del Puente y Canal Internacional, con construcciones de material de la región, entre caña de Guayaquil, madera, hoja de plátano, y otros que daban la impresión de una aldea remota.
La jurisdicción estaba bajo la autoridad del Ejército Peruano y no había autorización para posesionarse en forma definitiva, sino que la población, a partir de las 6 de la tarde, tenía que trasladarse a Zarumilla o Tumbes, para pernotar y regresar al día siguiente para cruzar la frontera, después de las 8 de la mañana.

### Primeros Pobladores
Uno de los primeros pobladores, fue don Juan Macas Izquierdo, quien con sus seis hijos, se instaló en los primeros meses del año 1942 en una pequeña casa hecha con cañas de Guayaquil, madera y otros materiales de la región.
En el mes de julio del mismo año, don Juan Macas Izquierdo, inició un pequeño negocio de abarrotes, complementando esta actividad con la siembra de una parcela agrícola de 4 hectáreas.
En ese mismo año se instala don Baldomero Navarro Bashualdo, natural de Junín y excombatiente del conflicto Bélico con Ecuador del año 1941.
Así mismo, casi por la misma fecha, don Froilán Balladares Alburqueque y su familia, se asientan en una zona próxima al Sector Bolsico, donde también instala un pequeño Negocio, que combina con la actividad agrícola.
La señora Gregoria Benítez, quien instaló el primer restaurante en esta zona de frontera, y así como ella llegaron también por estos tiempos: Don Abraham Campaña, Higinio Retamozo, Jorge Sernaqué y Juana Romero, según la crónica del periodista Mateo Guerrero Rodríguez; fueron ellos los primeros habitantes que se instalaron en la hoy conocida Villa de Aguas Verdes.
Don Carlos Otiniano Zegarra, natural de Trujillo, construyó un Local comercial hecho totalmente de madera destinado a la venta de abarrotes, que la administró don Segundo Salazar, natural de Zarumilla. La mayoría de los primeros residentes Agua verdinos, se dedicaron a la venta de productos de fabricación nacional que eran adquiridos por ciudadanos Ecuatorianos.
Según las crónicas de Don Mateo Guerrero Rodríguez, en el año de 1948 los primeros habitantes que se instalaron en esta zona, cerca del Puente Internacional, fueron reubicados por orden de la autoridad militar, pasando a ocupar un espacio entre la Quebrada Bramador y el Puente Bolsico, que está sobre el río Zarumilla; los reubicados construyeron sus casas al costado de la Carretera Panamericana, en lo que hoy es la Av. República del Perú.
A partir del año 1954, se instalan un significativo número de comerciantes mayoristas, lo cual Motivo a la Municipalidad Provincial de Zarumilla para otorgarle la categoría de Caserío, nombrando como primer Agente Municipal a don Baldomero Navarro, Quien gestionó la instalación y funcionamiento de la Escuela Mixta de Segundo Grado N.º 11513, Hoy conocida como la IE N.º 098 Gran Chilimasa.

### Primeras Instituciones
La Escuela Mixta N.º 11513 fue la primera Institución Agua verdina, posteriormente, en el año de 1962 se funda la Asociación de comerciantes de Aguas Verdes, siendo su primer presidente el señor Mateo Guerrero Rodríguez; el 30 de junio del año de 1967 se funda la Hermandad de Señor de Los Milagros, bajo el asesoramiento del R.P Jaime Espinoza, párroco de Zarumilla, el SEÑOR Froilán Balladares Alburqueque.

### Incidencias Históricas
En el año de 1970, un grupo de vecinos del caserío de Aguas Verdes, tomaron la iniciativa de gestionar ante la Autoridad competente, la distribución de este Caserío, con los argumentos de la importancia geopolítica, comercial y turística que tenía esta localidad, además de ser puerta de Ingreso y Salida de nuestro Perú, sin embargo este pedido tardo muchos años para ser atendido.
En el año de 1977, el comandante general del Ejército Gral. EP. Rafael Hoyos Rubio, mediante Directiva del Comando, autorizó la instalación de viviendas y puestos de venta en Playa Sur, priorizando a los estibadores como posesionarios de esos lotes de terreno, por ello, aún perduran documentos emitidos por la comandancia del Ejército del Perú autorizando la posesión de los lotes en la Villa de Aguas Verdes.

### Distritalización

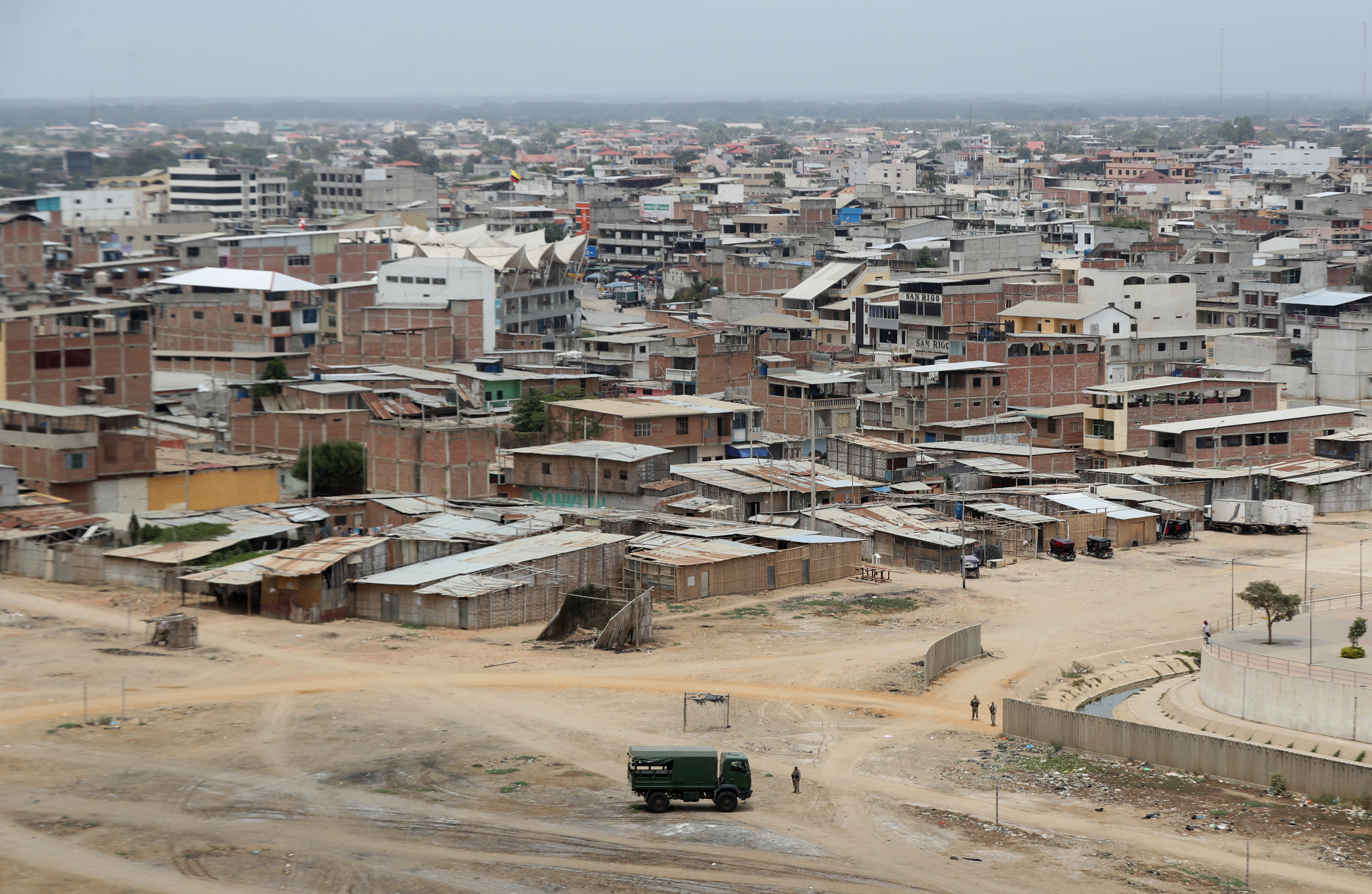
Vista aérea parcial de la conurbación Aguas Verdes - Huaquillas de Sur a Norte.

Pasado el Fenómeno del Niño del año 1983, nuevamente se retomó la gestión para la elevación a categoría de Distrito de Aguas Verdes, Constituyéndose una comisión presidida por Don Máximo Salinas Velarde, quien en gran jornada de lucha, que incluyó una huelga de hambre realizadas en la oficina del propio Congreso de la República, lograron que el 11 de enero de 1985 se promulgara la Ley N.º 24074 que crea el Distrito de Aguas Verdes, cuya capital es el Centro Poblado de Aguas Verdes, que se eleva a la categoría de Villa, quedando comprendidos dentro de su jurisdicción las localidades de Loma de Saavedra, Pocitos, Cuchareta Baja, Cuchareta Alta, en el sector rural, así como también los sectores urbano marginales existentes, como Complejo Habitacional y la Curva.
Promulgada la Ley N.º 24074 Ley de creación del Distrito de Aguas Verdes, por mandato constitucional nace la Municipalidad del Distrito de Aguas Verdes, razón por la cual se realizan en este Distrito elecciones complementarias para elegir un alcalde y cinco regidores.
El 24 de noviembre de 1985, sale electo el Alcalde del Distrito de Aguas Verdes, el Señor Pablo Hipólito Arangurí Domínguez, acompañado de los regidores electos: Francisco Balladares Barrientos, Pablo López Godos, Julio Pretell Trauco, Félix Córdova y Gregorio Cedillo, quienes inician Funciones a partir de 1 de enero de 1986, cumpliendo labor Edilicia solo un año, debida cuenta que en el año 1986 el Gobierno Central convoca nuevamente a Elecciones Municipales a Nivel Nacional.
Inicialmente, la Municipalidad no tenía local y las funciones edilicias se realizaron el primer día bajo un algarrobo frente al local de la Comisaría de Aguas Verdes, coordinando con las Autoridades policiales, políticas y otros para tomar en uso el local abandonado de la Aduana que funcionaba en la cuadra tres de la Av. República de Perú, donde efectivamente a partir del día tres de enero de 1986, empezó a funcionar la Ilustre Municipalidad Distrital de Aguas Verdes.
En ese entonces, el electo Alcalde Pablo Hipólito Arangurí Domínguez, realizaba gestiones con el Alcalde Provincial de Zarumilla Prof. Roberto Espinoza Farías, para que por intermedio de su persona vean la situación de Aguas Verdes y consideren un presupuesto para construir su local, el prof. Roberto Espinoza Farías, en reuniones de concejo municipal buscaba cederle la infraestructura del local de Aduanas a la Municipalidad de Aguas Verdes, situación que quedó plasmada en una sesión de concejo en ese entonces.

## Demografía
En 2017 Aguas Verdes tenía una población de 2057 habitantes.
| Gráfica de evolución demográfica de Aguas Verdes entre 1993 y 2017 |
|                                                                    |
| Fuentes: Población 1993 y 2017                                     |

## Clima
| Parámetros climáticos promedio de Aguas Verdes | Parámetros climáticos promedio de Aguas Verdes | Parámetros climáticos promedio de Aguas Verdes | Parámetros climáticos promedio de Aguas Verdes | Parámetros climáticos promedio de Aguas Verdes | Parámetros climáticos promedio de Aguas Verdes | Parámetros climáticos promedio de Aguas Verdes | Parámetros climáticos promedio de Aguas Verdes | Parámetros climáticos promedio de Aguas Verdes | Parámetros climáticos promedio de Aguas Verdes | Parámetros climáticos promedio de Aguas Verdes | Parámetros climáticos promedio de Aguas Verdes | Parámetros climáticos promedio de Aguas Verdes | Parámetros climáticos promedio de Aguas Verdes |
| Mes                                            | Ene.                                           | Feb.                                           | Mar.                                           | Abr.                                           | May.                                           | Jun.                                           | Jul.                                           | Ago.                                           | Sep.                                           | Oct.                                           | Nov.                                           | Dic.                                           | Anual                                          |
| ---------------------------------------------- | ---------------------------------------------- | ---------------------------------------------- | ---------------------------------------------- | ---------------------------------------------- | ---------------------------------------------- | ---------------------------------------------- | ---------------------------------------------- | ---------------------------------------------- | ---------------------------------------------- | ---------------------------------------------- | ---------------------------------------------- | ---------------------------------------------- | ---------------------------------------------- |
| Temp. media (°C)                               | 26.4                                           | 27                                             | 27.2                                           | 27                                             | 26.3                                           | 24.9                                           | 24.2                                           | 23.5                                           | 23.8                                           | 24.1                                           | 24.7                                           | 25.7                                           | 25.4                                           |
| Temp. mín. media (°C)                          | 21.6                                           | 22                                             | 22.2                                           | 21.9                                           | 21.5                                           | 20.3                                           | 19.7                                           | 19                                             | 19.2                                           | 19.8                                           | 20.1                                           | 21                                             | 20.7                                           |
| Fuente: climate-data.org                       |                                                |                                                |                                                |                                                |                                                |                                                |                                                |                                                |                                                |                                                |                                                |                                                |                                                |

## Hermanamiento
La Localidad de Aguas Verdes cuenta con un hermanamiento con la localidad fronteriza de Huaquillas, en Ecuador
- Huaquillas, Ecuador[5][6][7]